# スズキ属
スズキ属（スズキぞく、学名：Lateolabrax）は、スズキ目・スズキ科の属である。本科の唯一の属である。西太平洋の海岸近くや河川に生息する。以前はモロネ科（旧スズキ科）に含まれていた。

## 分類
以下の分類・英名はFishbase(2016)に従う
- Lateolabrax japonicus (G. Cuvier, 1828) スズキ Japanese seabass
- Lateolabrax latus Katayama, 1957 ヒラスズキ Blackfin seabass